# 2166 Handahl
2166 Handahl eller 1936 QB är en asteroid i huvudbältet, som upptäcktes 13 augusti 1936 av den ryske astronomen Grigorij N. Neujmin vid Simeizobservatoriet på Krim. Den har fått sitt namn efter Violet Handahl Green.
Asteroiden har en diameter på ungefär 4 kilometer.